# Kunigunde von Luxemburg

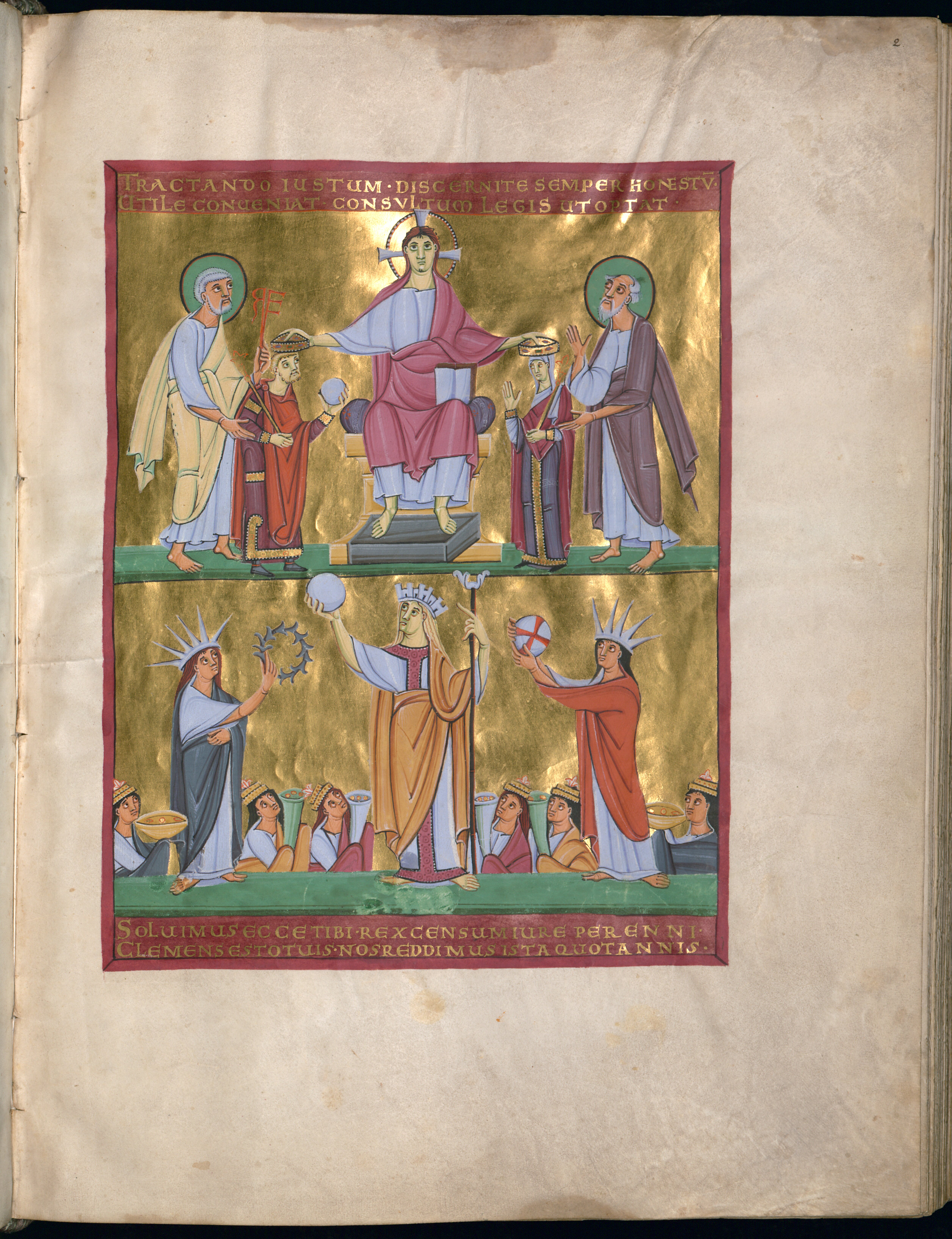
Oberer Bildteil: Heinrich II. und Kunigunde werden von Christus gekrönt. Perikopenbuch Heinrichs II. München, Bayerische Staatsbibliothek, Clm 4452 fol. 2r

Kunigunde von Luxemburg (* um 980 im heutigen Luxemburg oder auf der Burg Gleiberg bei Gießen; † 3. März wahrscheinlich 1033 in Kaufungen) war Königin und Kaiserin des Heiligen Römischen Reiches. Als ihr Gemahl Kaiser Heinrich II. (der letzte Herrscher aus dem Geschlecht der Ottonen) 1024 verstarb, führte sie nach seinem Tod für kurze Zeit auch die Regierungsgeschäfte des ostfränkisch-deutschen Reichs. Sie gehört wie ihr Mann zu den Heiligen der katholischen Kirche und wird vor allem in Bamberg verehrt.

## Leben

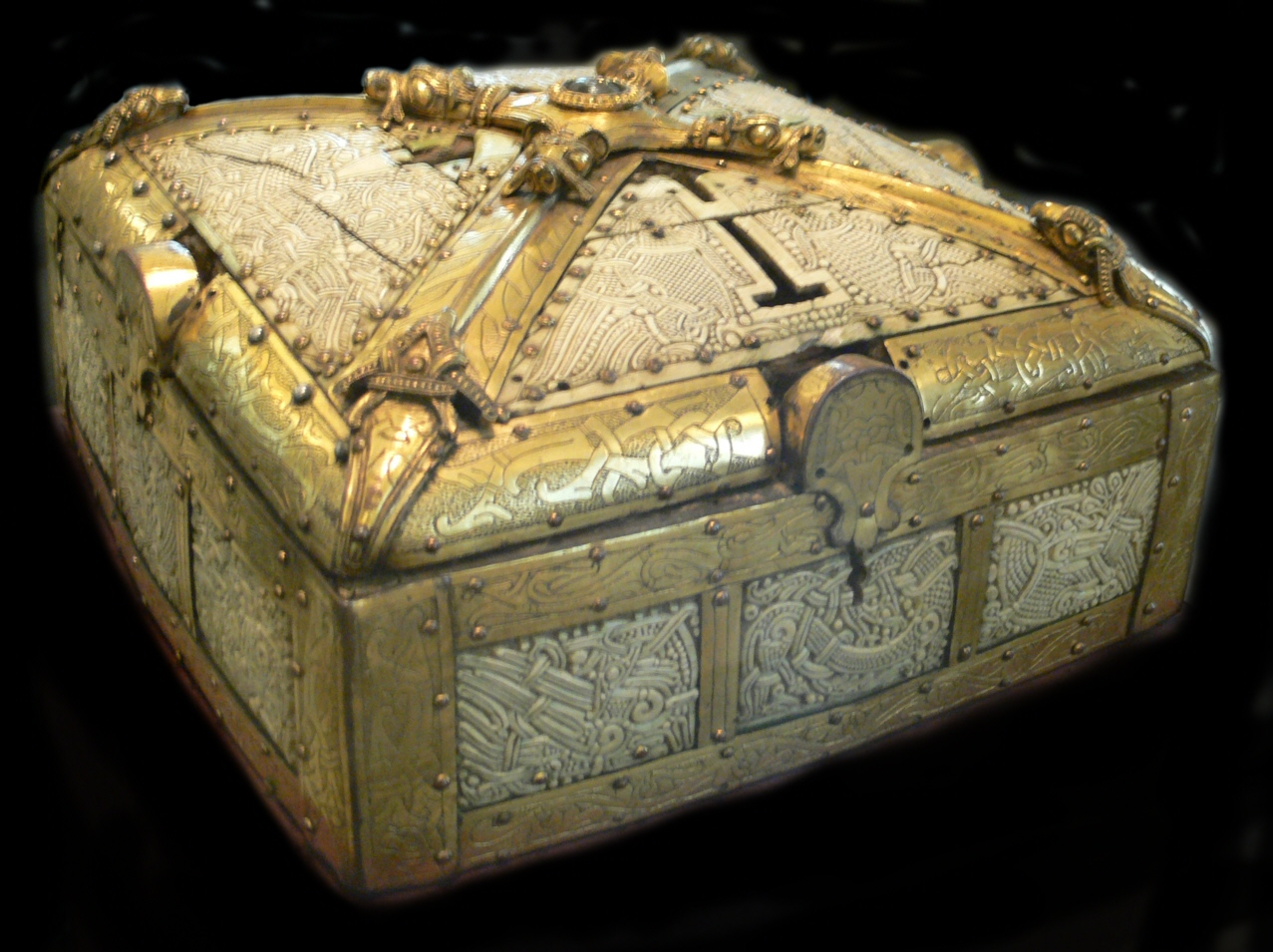
Sogenannter „Kasten der hl. Kunigunde“ (Skandinavien, um 1000) aus dem Bamberger Domschatz, heute im Bayerischen Nationalmuseum, München

Kunigunde kam als achtes von insgesamt zehn Kindern des Grafen Siegfried I. von Luxemburg, dem Gründer der Burg und Stadt Luxemburg, und dessen Frau Hadwiga zur Welt. Ihre Geschwister waren Herzog Heinrich V. von Bayern, Siegfried, Graf Giselbert von Wallerfangen, Graf Friedrich, Bischof Dietrich II. von Metz, Adalbero, Liutgard (Gattin von Arnulf von Holland), Eva (Gattin von Graf Gerhard III. von Metz), die Äbtissin Ermentrude sowie eine Schwester (Gattin von Graf Dietmar), deren Name nicht überliefert ist. Über ihre väterliche Großmutter hatte sie karolingisches Blut: diese Kunigunde, Mutter von Graf Siegfried I. von Luxemburg, war die Tochter von Ermentrud und Enkelin des westfränkischen Königs Ludwig II. „des Stammlers“.
Sie heiratete nach 995 Herzog Heinrich IV. von Bayern (später Kaiser Heinrich II.) aus der bayerischen Linie der Liudolfinger. Die Ehe blieb kinderlos und wurde von der späteren Legendenbildung als Josefsehe angesehen.
1002 weihte Erzbischof Willigis von Mainz Kunigunde in Paderborn zur Königin. Dieser Akt war die erste Krönung einer Königin in der deutschen Geschichte, während ihre Vorgängerinnen sofort zu Kaiserinnen gekrönt wurden. Vermutlich wurde sie am 10. August gesalbt und gekrönt, da es sich um den Laurentiustag handelt, der für die Ottonen von großer Bedeutung im Hinblick auf kriegerische Erfolge war, wahrscheinlich in Paderborn, da es sich um einen „der wichtigsten Stützpunkte königlicher Herrschaft in Sachsen“ handelte. 1014 wurde sie im Petersdom in Rom an der Seite ihres Gemahls von Papst Benedikt VIII. zur Kaiserin gekrönt.

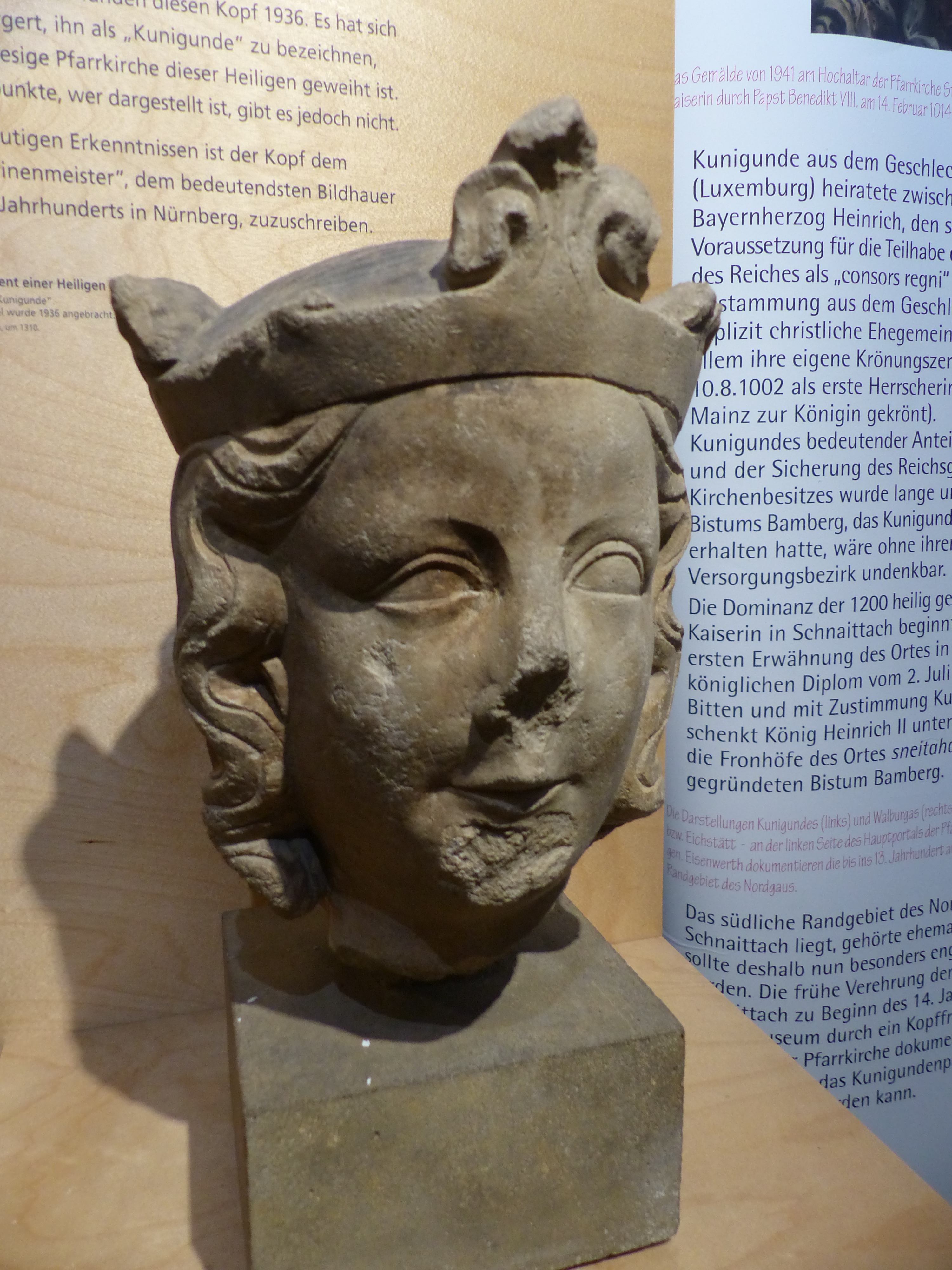
Kopf der Kunigunde (1310), Heimatmuseum Schnaittach

Für die Ausstattung des Bistums Bamberg stellte Kunigunde 1007/1008 ihr sicheres Witwengut zur Verfügung, denn die Stadt Bamberg war ihr eigentlich von ihrem Gemahl als Heiratsgut übertragen worden. Die berühmte Prachthandschrift der Bamberger Apokalypse trug auf ihrem Einband die Inschrift: „Heinrich und Kunigunde bringen dir diese Geschenke dar“ (Henric et Kunigunt haec tibi munera promunt). Umfangreiche Verfügungen Kunigundes über Reichsgut wurden von Heinrichs Nachfolger Kaiser Konrad II. teilweise rückgängig gemacht.
Hatte der Verzicht Kunigundes zugunsten Bambergs bereits zu Spannungen mit ihrer Familie geführt, so kam es durch die Weigerung Heinrichs, ihrem Bruder Adalbero, Propst von St. Paulin in Trier, das Amt des Trierer Erzbischofs zu übertragen, zu einem offenen Konflikt mit den Brüdern Dietrich II., dem Bischof von Metz, und dem bayerischen Herzog Heinrich V. von Bayern. Der Aufstand der Luxemburger wurde von Heinrich niedergeschlagen.
Im April 1024 ist Kunigunde letztmals an der Seite Heinrichs in Goslar bezeugt, wohingegen ihre Anwesenheit an dessen Sterbebett in Grone (heute Stadtteil von Göttingen), im Juni desselben Jahres, nicht bekannt ist. Während der etwa zweimonatigen Thronvakanz nach dem Tod ihres Mannes führte Kunigunde mit Hilfe ihrer Brüder Dietrich und Heinrich unangefochten die Reichsgeschäfte. Ebenso behielt sie die Reichskleinodien in ihrer Gewalt. Als Zeichen der Legitimation übergab sie diese dem neuen König Konrad II. nach seiner Wahl. Kunigunde war die erste Königin, die die Reichsinsignien aufbewahrte und an den neuen König übergab.
Der Königshof in Kaufungen war ihr 1008 als Teil des Witwengutes übertragen worden. Die zugehörigen Güter verwendete sie zur Ausstattung des von ihr 1017 gestifteten Klosters Kaufungen. Am ersten Jahrestag von Heinrichs Tod trat sie 1025 als Nonne in dieses Benediktinerinnenkloster ein. Laut ihrer Vita war dies ein symbolträchtiger Eintritt in das Kloster. Sie starb dort (den zuverlässigsten Zeugnissen zufolge) am 3. März 1033. Ihre erste Grablege fand sie wohl in der dortigen Klosterkirche. Später wurde sie zumindest symbolisch zusammen mit ihrem Gatten im Kaiserdom zu Bamberg beigesetzt.

## Politischer Einfluss

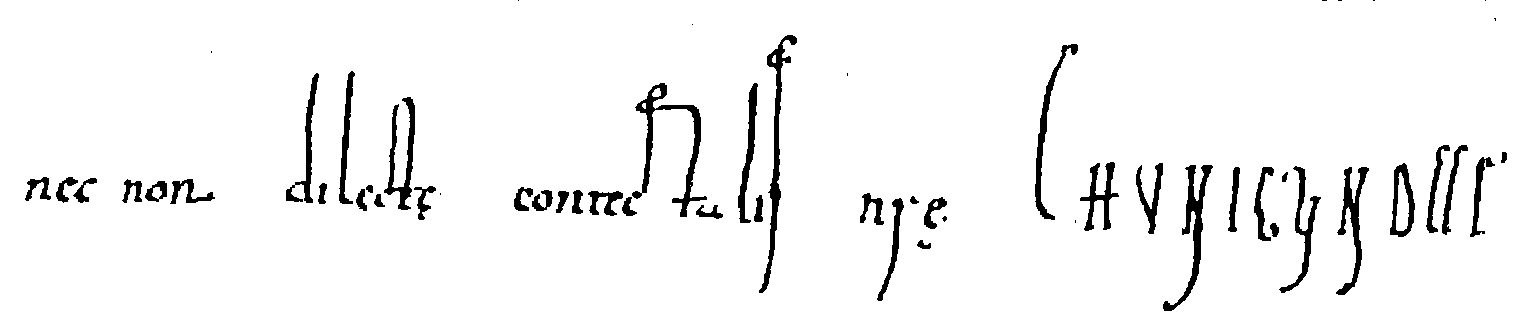
Im Original „nec non dilecte contectalis nostre Chvnigundae“ deutsch: „sowie unserer lieben Gemahlin Kunigunde“ aus einer Schenkungsurkunde an das Bistum Bamberg

Kunigunde erscheint deutlicher als eigenständige Politikerin als ihre Vorgängerinnen. Einer ihrer Vorteile gegenüber der Kaiserin Theophanu bestand darin, dass sie einem aufsteigenden Geschlecht aus Oberlothringen entstammte und dadurch bereits vor ihrer Herrschaft viele Beziehungen knüpfen konnte. Mit Intervention (Nennung als Fürsprecherin in den Königsurkunden) und Vermittlung in politischen Konflikten ist ihre Teilhabe an der Königsherrschaft zu fassen. Etwa ein Drittel der Urkunden Heinrichs nennt Kunigunde als Intervenientin. Sie stand ihrem Gemahl mit Rat und Tat bei, etwa als Stellvertreterin des Königs bei der Grenzsicherung 1012 und 1016 in Sachsen als Beweis für ihren mutigen Kampfgeist am Rande von Feldzügen und Kampfhandlungen. Sie war stets wachsam mit den Reichsgeschäften und informierte ihren Gemahl über neue Situationen, wie ihre schnelle Reaktion nach dem Tod des Erzbischofs Walthard, dem königlichen Sachverwalter im gefährdeten Sachsen, zeigt.
Mit Stiftungen, Schenkungen und Gebietsvereinigungen sorgte sie für die Memoria des Herrscherhauses. In einem längeren Prozess gründete sie das Benediktinerinnenkloster Kaufungen bei Kassel (nach Thietmar von Merseburg 1017 aufgrund eines Gelübdes).

## Heiligsprechung

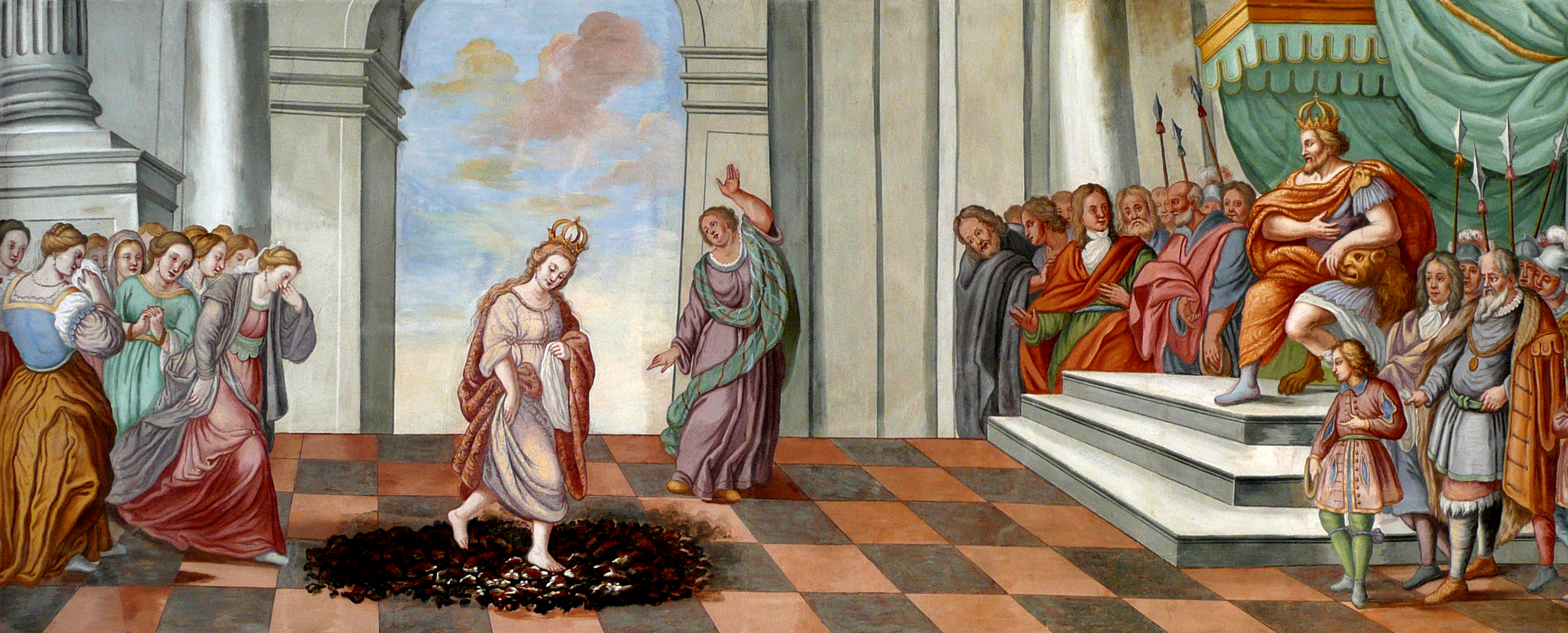
Kunigundes Lauf über glühende Kohlen, Deckengemälde im Sommersaal der Abtei Corvey

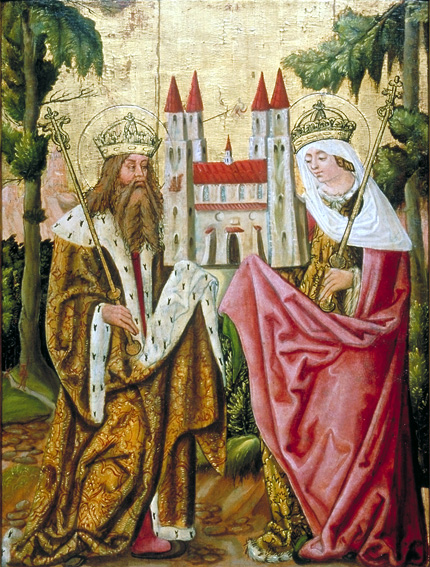
Heiligenbildnis des Paares, Tafelbild Mähren, 17. Jahrhundert

Heinrich II., der 1146, mehr als hundert Jahre nach seinem Tod heiliggesprochen wurde, soll es, so die Legende, nicht ertragen haben, dass nicht auch seine Frau verehrt wurde. Der Legende nach war Kunigunde, um in einem Gottesurteil ihre Unschuld bezüglich einer Anschuldigung wegen Ehebruchs zu beweisen, über glühende Pflugscharen (oder über glühende Kohlen) gelaufen und unverletzt geblieben. Dies wurde als Zeichen ihrer Keuschheit und Heiligkeit angesehen.
Am 3. April 1200 verkündete Papst Innozenz III. ihre Heiligsprechung. Zwei Ausfertigungen der Heiligsprechungsurkunde befinden sich seit 1992 im Staatsarchiv in Bamberg. Ein Jahr später, am 9. September 1201, wurden ihre Gebeine im Bamberger Dom in einen Altar erhoben. Ob Kunigunde nicht doch in Kaufungen bestattet ist, kann nicht geklärt werden. Im Jahre 1513 vollendete Tilman Riemenschneider im Bamberger Dom das Grabdenkmal aus Marmor für die beiden heiligen Bistumsgründer Heinrich II. und Kunigunde, in das am 2. September 1513 die Reliquien des Kaiserpaares überführt wurden.
Im Spätmittelalter überholte Kunigunde in Franken und vor allem im Bistum Bamberg als populäre Heilige ihren Ehemann. Ihr mariengleicher Ruf als „Königin und Jungfrau“, der dem mittelalterlichen Frömmigkeitsideal entsprach, dürfte maßgeblich dazu beigetragen haben. Noch im Zweiten Weltkrieg, davon sind fromme Bamberger überzeugt, soll Kunigunde ihre Stadt mit einem Nebelschleier vor den alliierten Bomberverbänden gerettet haben.
Neben den Gebeinen der Kaiserin sind in Bamberg weitere Reliquien mit ihrem Namen verbunden, darunter der sogenannte „Gürtel der Heiligen Kunigunde“ und die „Schale der Heiligen Kunigunde“.
1511 erschien in Bamberg ein deutschsprachiges Heiligenlebenpaar zu Heinrich und Kunigunde aus der Feder des Benediktinermönchs Nonnosus Stettfelder mit 18 Holzschnitten. Es ist im Kern eine Übersetzung der Vita Cungegundis (um 1199).

## Gedenktage
- evangelisch: 13. Juli im Evangelischen Namenkalender[8]
- römisch-katholisch: 3. März (ihr Todestag), 13. Juli (zusammen mit Heinrich II.) im deutschen Sprachraum (außer im Erzbistum Bamberg)

## Rezeption und Ikonografie

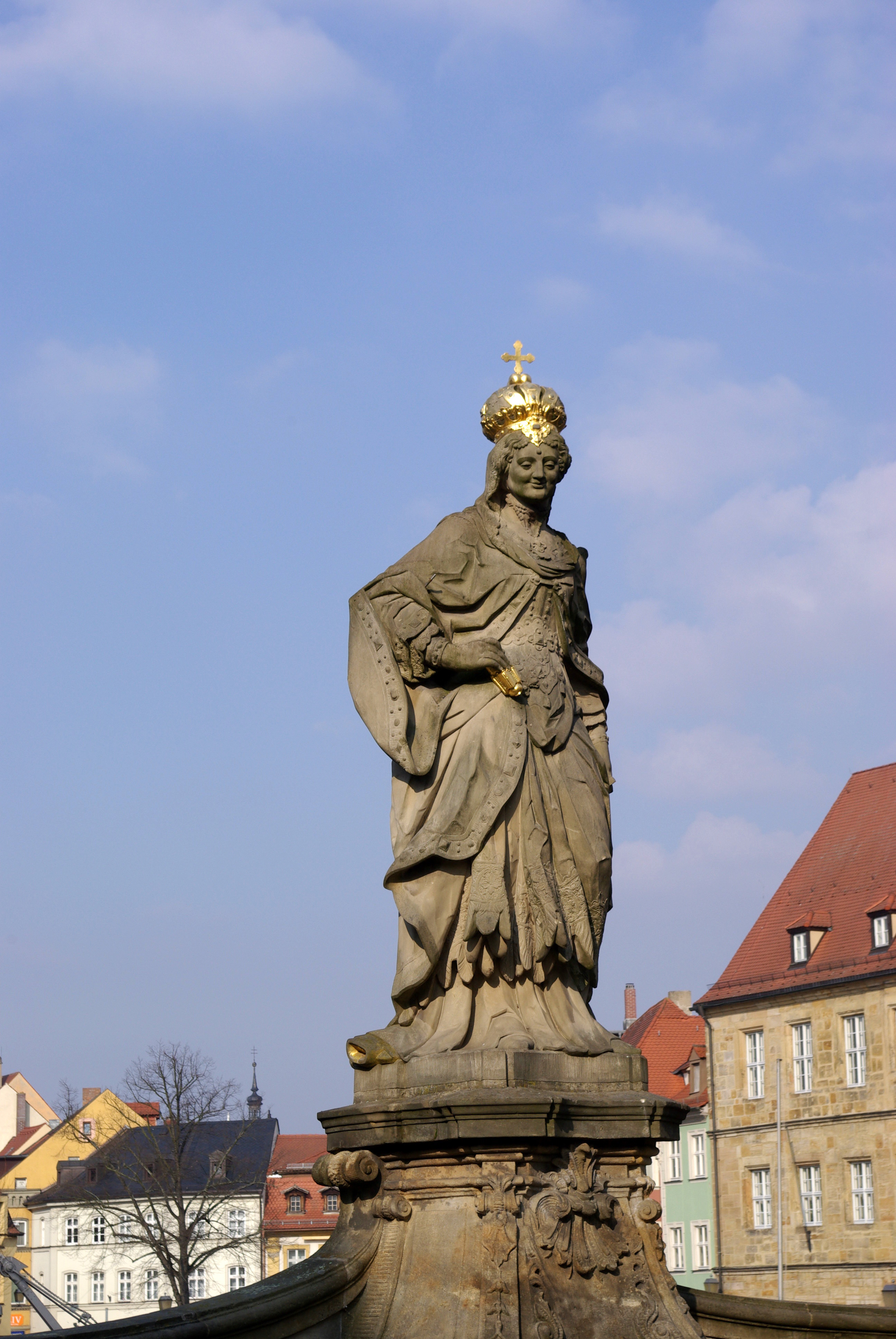
Statue der Kunigunde in Bamberg

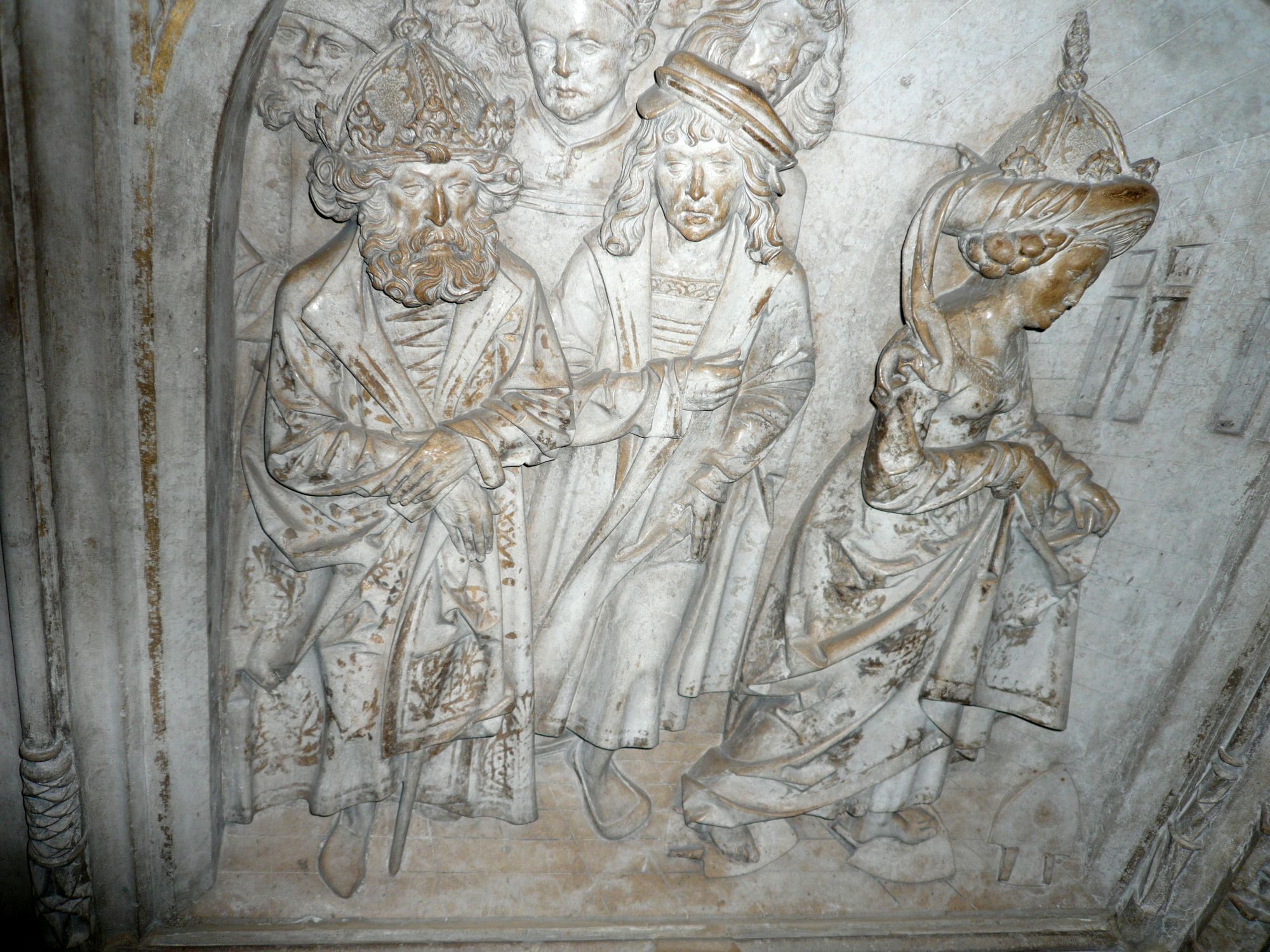
Kunigunde schreitet über glühende Pflugscharen, um den Verdacht der ehelichen Untreue abzuwehren (Darstellung am Kaisergrab im Bamberger Dom)

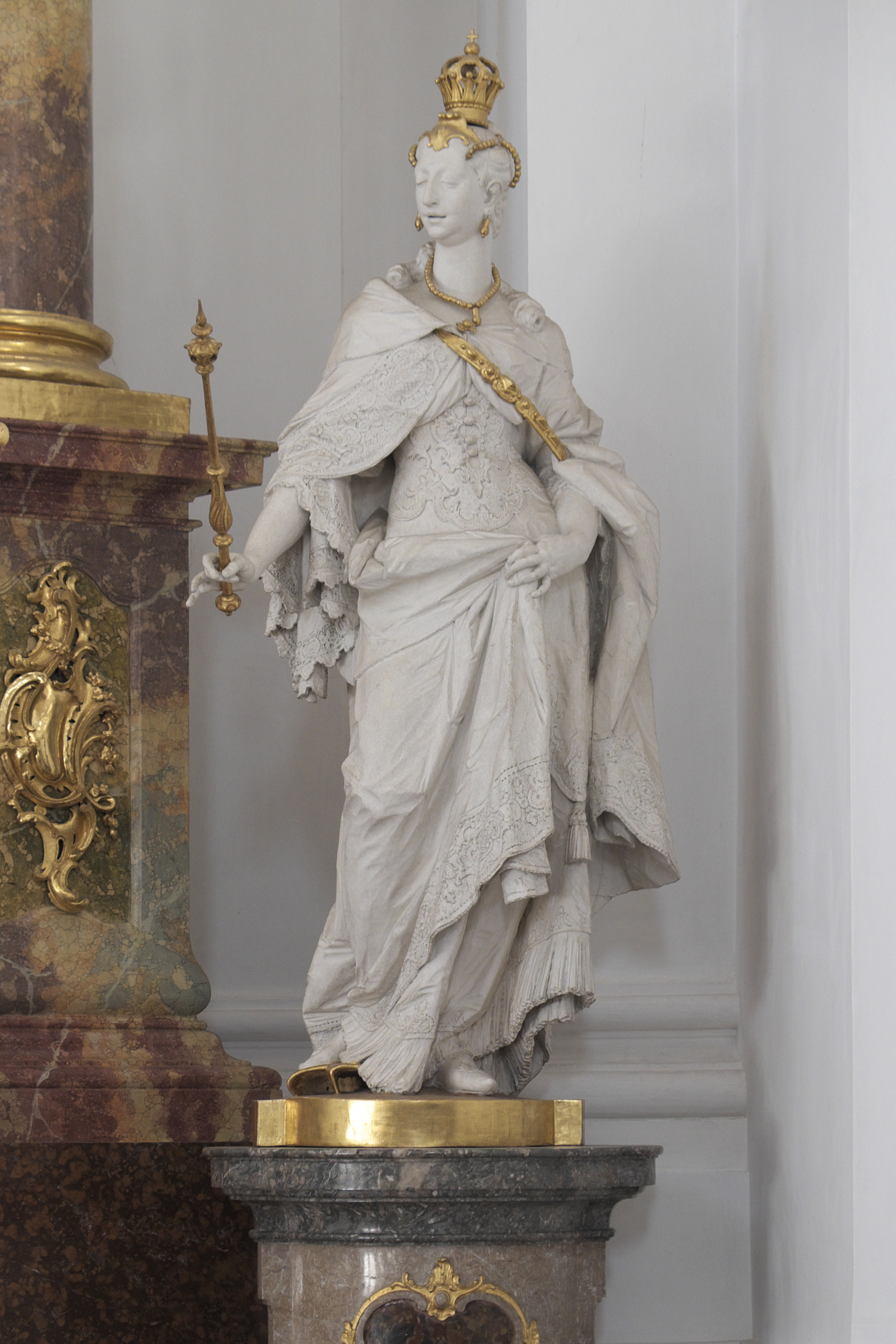
Kunigunde am Hochaltar der Kirche St. Marinus und Anianus in Rott am Inn

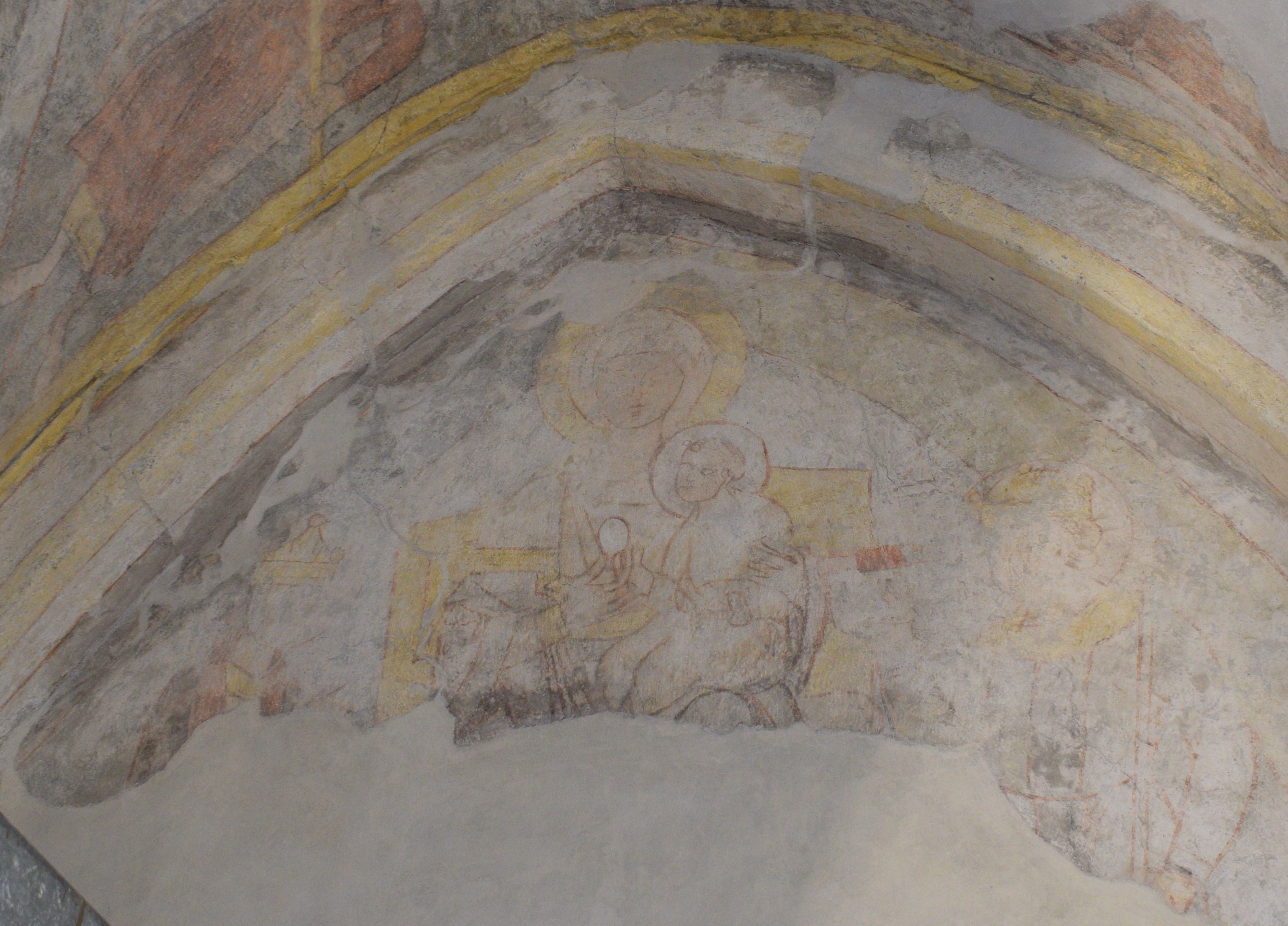
Kunigunde (vor ihrer Heiligsprechung mit Heiligenschein dargestellt) und Heinrich als Stifterinnen neben Maria und Kind in der Marienkirche von Niedernburg in Passau, vor 1180

Ähnlich wie in sein politisches Wirken bezog Heinrich II. seine Gemahlin auch häufig in die herrscherliche Repräsentation ein. In Auftragsarbeiten zu Lebzeiten des Königs, die als Geschenke, Beweise der königlichen Gunst oder als Repräsentationsgegenstande dienten, sind Darstellungen des Paars zu sehen. Auf dem 1019 gestifteten Basler Antependium befinden sie sich als sogenannte Stifterfiguren verschwindend klein in anbetender Haltung zu den Füßen Christi. Ebenso sind beide Personen auf den Krönungsbildern des Bamberger Perikopenbuches (entstanden auf der Insel Reichenau) und des Sakramentars aus Regensburg zu sehen, deren Entstehung vor 1014 angenommen wird.
Nach Kunigundes Heiligsprechung gab es Darstellungen in der kirchlichen Kunst vor allem im fränkischen Raum. Als Gründerin von Dom und Bistum Bamberg ist Kunigunde gemeinsam mit ihrem Mann im Figurenprogramm des Gewändes der Adamspforte am Bamberger Dom zu sehen. Dieses Gewände, das um 1235 entstand, ist die bedeutendste monumentale Darstellung von Kunigunde im Hochmittelalter. Sie trägt dort als Attribut ein Kirchenmodell. Ihr übliches Attribut ist jedoch eine Pflugschar, da sie nach der Legende über glühende Pflugscharen ging. Diese Szene ist auf der von Tilman Riemenschneider in den Jahren 1499 bis 1513 geschaffenen Kalksteintumba im Bamberger Dom dargestellt. Gelegentlich erscheint Kunigunde auch mit dem Witwenschleier oder als Nonne mit Buch. Im Bistum Basel wird sie stets mit Kreuz dargestellt, wohl mit Bezug auf das 1019 von ihrem Gatten gestifteten sogenannten Heinrichskreuz.
Als aufwendig gestaltete Barockfigur ist Kunigunde beispielsweise auch am Hochaltar der ehemaligen Klosterkirche St. Marinus und Anianus in Rott am Inn zu sehen. Diese Figur schuf zwischen 1759 und 1762 der Bildhauer Ignaz Günther. Am Maximiliansbrunnen in Bamberg von 1888 erscheint sie als Herrscherin ohne spezifisches Attribut.
Mehrere zum Teil bis zu 1000 Jahre alte nach ihr benannte Linden zeugen von Kunigundes Popularität in Franken, so in Kasberg (Kasberger Linde), Gräfenberg, Burgerroth und im Hof der Nürnberger Burg (ersetzt 1934). Auch vor der Stiftskirche Kaufungen steht eine Kunigundenlinde. Mehrere Sagen beziehen sich auf die Kaiserin, die sich im Wald verlaufen haben soll. Nach ihrer Rettung stiftete sie den benachbarten Gemeinden Kirchen und Kapellen. In Seinsheim im heutigen Unterfranken projiziert man auch die Schenkung des sogenannten Kunigundenwaldes auf die Heilige.

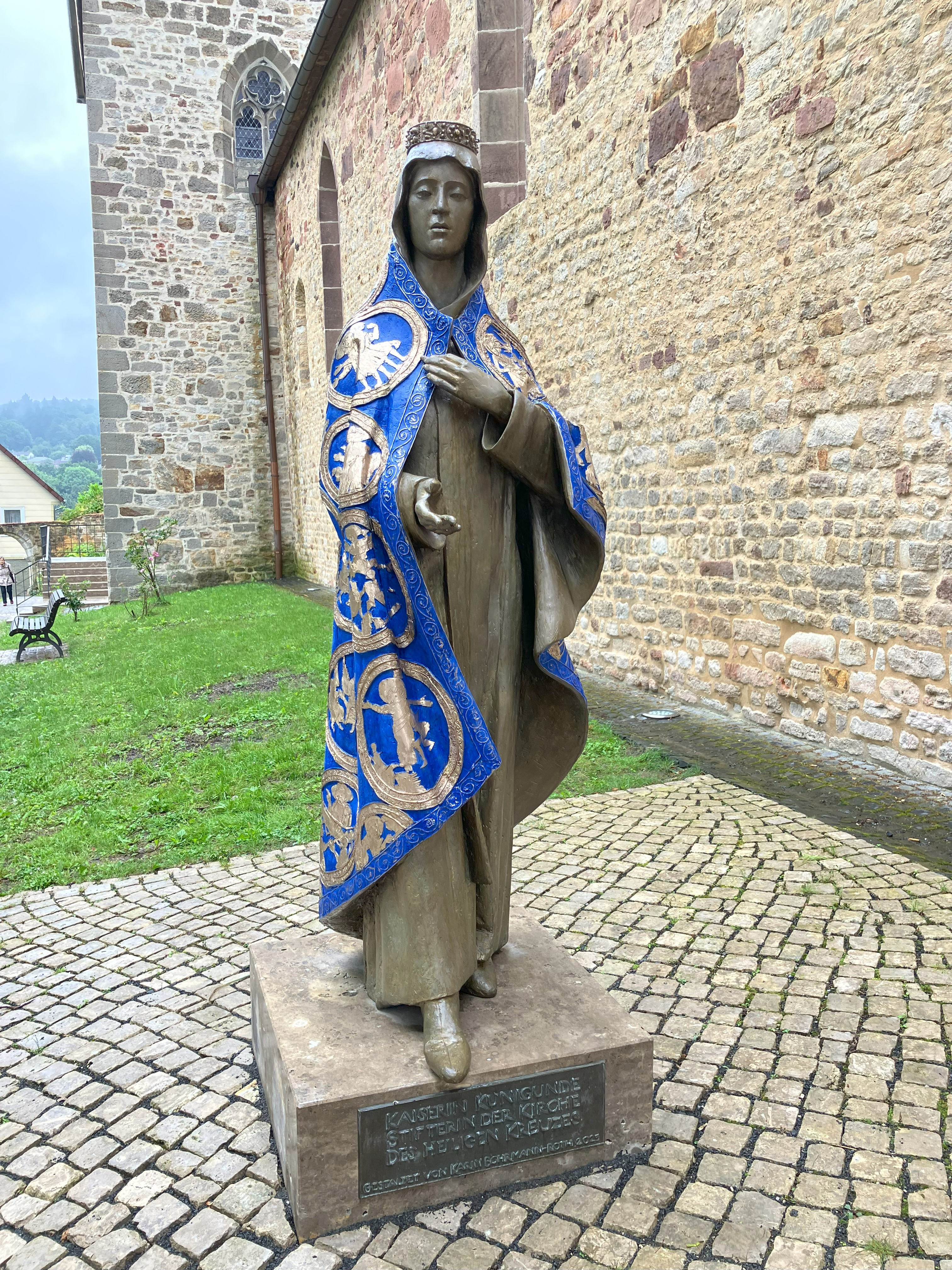
Am 11. Juli 2025 wurde die Skulptur von Kunigunde neben dem Eingang der Stiftskirche in Kaufungen enthüllt.

In Kaufungen wurde zum 1000 jährigen Jubiläum der Stiftskirche eine moderne von Karin Bohrmann-Roth geschaffene Skulptur enthüllt. Die Gemeinde führt den Namenszusatz Kunigundengemeinde.